# (37412) 2001 XG183
2001 XG183 (asteroide 37412) é um asteroide da cintura principal. Possui uma excentricidade de 0.17991200 e uma inclinação de 1.93656º.
Este asteroide foi descoberto no dia 14 de dezembro de 2001 por LINEAR em Socorro.